# 아르조 아타이데
아르조 아타이데(Arjo Atayde, 1990년 11월 5일 ~ )는 필리핀의 배우이다.